# ARA Rosales (P-42)
ARA Rosales (P-42) — корвет, находящийся в составе ВМС Аргентины. Второй корабль типа «Эспора». Построен на аргентинской верфи Astillero Río Santiago в Энсенаде по немецкому проекту MEKO 140. Приписан к военно-морской базе Пуэрто-Бельграно, провинция Буэнос-Айрес. Назван в честь Леонардо Росалеса — аргентинского военного, участника войны за независимость.

## История строительства
«Росалес» был построен по национальной военно-морской программе 1974 года, для замены в составе флота кораблей времён Второй мировой войны. Контракт был подписан с западногерманской Blohm + Voss, разработавшей в конце 1970-х годов семейство многоцелевых фрегатов, корветов и сторожевых кораблей — МЕКО.

## Служба
Входит в состав 2-го дивизиона корветов ВМС Аргентины, базирующегося в Пуэрто-Бельграно. С февраля по июль 1991 корвет совместно с десантно-транспортным кораблём «Сан Блас» участвовал в Войне в Персидском заливе. Принимает участие в военно-морских учениях UNITAS, Gringo-Gaucho, Atlasur и др. По состоянию на 2013 год находится в составе флота Аргентины, техническое состояние корабля неизвестно